# George Bell Timmerman

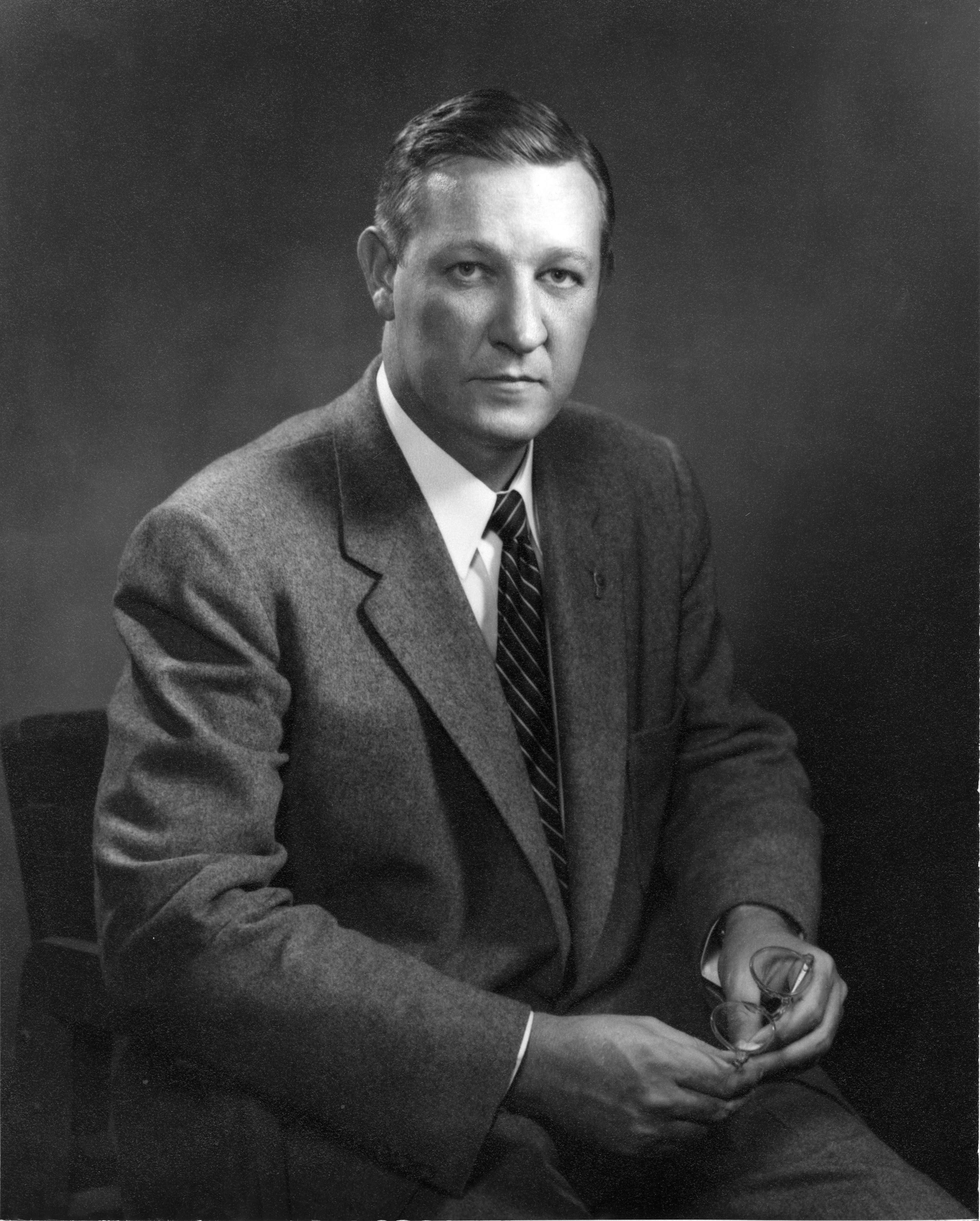
George Bell Timmerman

George Bell Timmerman Jr. (* 11. August 1912 in Anderson, Anderson County, South Carolina; † 29. November 1994) war ein US-amerikanischer Politiker und von 1955 bis 1959 Gouverneur des Bundesstaates South Carolina.

## Frühe Jahre
George Timmerman, dessen Vater George als Richter an den Bundesbezirksgerichten für den westlichen und den östlichen Distrikt von South Carolina amtierte, absolvierte die Militärakademie The Citadel in Charleston, anschließend studierte er an der University of South Carolina Jura. Im Jahr 1937 wurde er als Anwalt zugelassen. In der Folge betrieb er zusammen mit seinem Vater eine Anwaltskanzlei in Batesburg. Gleichzeitig war er Anwalt der South Carolina Public Service Gesellschaft. Während des Zweiten Weltkrieges diente Timmerman in der US-Marine.

## Politische Laufbahn
Zwischen 1947 und 1955 war Timmerman Vizegouverneur von South Carolina. Im Vorwahlkampf um die Gouverneurswahlen des Jahres 1954 konnte er sich innerhalb der Demokratischen Partei durchsetzen. Er wurde deren Spitzenkandidat und am 2. November dieses Jahres ohne Gegenkandidat zum neuen Gouverneur gewählt. In seiner vierjährigen Amtszeit kam es zu Streitigkeiten wegen der Segregationspolitik. Sowohl die Bundesregierung als auch der Oberste Gerichtshof der USA hielten die Politik South Carolinas für verfassungsfeindlich. Man kritisierte die Trennung nach Rassen in Bussen, Eisenbahnen, Schulen usw. Timmerman nahm Kontakt mit den Gouverneuren von Mississippi, Georgia und Virginia auf; gemeinsam protestierten sie gegen die Einmischung der Bundespolitik in ihre Angelegenheiten. Im Jahr 1956 wurde in South Carolina ein Gesetz erlassen, wonach Mitglieder der NAACP nicht im öffentlichen Dienst beschäftigt werden durften. Im US-Senat in Washington, D.C. hielt Senator und Ex-Gouverneur Strom Thurmond eine 24-stündige Rede, um die Einführung des Bürgerrechtsgesetzes von 1957 zu verhindern. Der so genannte Hart-Arthur Act verlangte eine Kennzeichnung japanischer Textilien, um deren Absatz in South Carolina gering zu halten und um die einheimischen Produkte zu fördern.

## Weiterer Lebenslauf
Nach Ablauf seiner vierjährigen Amtszeit am 20. Januar 1959 konnte Timmerman aufgrund einer Verfassungsklausel nicht für eine zweite Amtszeit kandidieren. Daher schied er zu diesem Zeitpunkt aus dem Amt aus. Er widmete sich wieder seinen juristischen Tätigkeiten. Von 1967 bis 1984 war er Richter im elften Gerichtsbezirk. Er starb im November 1994. George Timmerman war mit Helen DuPre verheiratet.